# Lastreopsis vogelii
Lastreopsis vogelii är en träjonväxtart som först beskrevs av William Jackson Hooker, och fick sitt nu gällande namn av Tind. Lastreopsis vogelii ingår i släktet Lastreopsis och familjen Dryopteridaceae. Inga underarter finns listade.